# Michael Schefczyk (Wirtschaftsingenieur)
Michael Schefczyk (* 31. März 1967 in Hamburg) ist ein deutscher Ökonom, Wirtschaftsingenieur und Lehrstuhlinhaber des Lehrstuhls für Entrepreneurship und Innovation an der Technischen Universität Dresden.

## Werdegang
Schefczyk studierte von 1986 bis 1989 Wirtschaftsingenieurwesen an der Universität Hamburg. 1989 wechselte er als Fulbright-Stipendiat an das Georgia Institute of Technology und erwarb dort 1990 den Master-Grad.
Nach seiner Rückkehr nach Deutschland arbeitete er zwischen April 1991 und April 1999 bei der Unternehmensberatung Booz Allen Hamilton im Telekommunikationsbereich, ab 1. Oktober 1997 als Mitglied der Geschäftsleitung. In dieser Zeit promovierte er im Mai 1994 zum Dr. rer. pol. an der RWTH Aachen zum Thema Kritische Erfolgsfaktoren in schrumpfenden Branchen, dargestellt am Beispiel der Gießerei-Industrie. Im Dezember 1997 habilitierte er an der Gerhard-Mercator-Universität Duisburg mit einer empirischen Studie zu Erfolgsstrategien deutscher Venture Capital-Gesellschaften.
Im Mai 1999 wurde er an die Technische Universität Dresden an den neu gegründeten Lehrstuhl für Entrepreneurship und Innovation berufen, der durch eine Initiative des Bundesministeriums für Wirtschaft und Technologie mit einer Zuwendung der SAP AG errichtet worden war. Schwerpunkte seiner Lehrtätigkeit bilden dort die Themen Existenzgründung sowie Technologie- und Innovationsmanagement. Er leitet darüber hinaus die Initiative dresden|exists, die sich der Unternehmensgründung durch Studierende, Absolventen und Mitarbeiter der Dresdner Hochschulen widmet.
Seit März 2005 ist er nebenberuflich als Steuerberater tätig, seit September 2009 zudem als Fachberater für Internationales Steuerrecht.
Michael Schefczyk ist verheiratet und Vater.